# Papo Lucca
Pour les articles homonymes, voir Lucca.
Papo Lucca (Enrique Arsenio Lucca Quiñonez de son vrai nom, Papo signifiant « le jeune » en argot portoricain) est un pianiste (et multi-instrumentiste) de salsa et de latin jazz portoricain né le 10 avril 1946 à Ponce (Porto Rico).
Avec son père Don Enrique « Quique » Lucca Caraballo il a fondé le groupe Sonora ponceña. 
Il a aussi joué avec les Fania All Stars, Willie Colón, Celia Cruz, Johnny Pacheco, Bobby Valentin, Ismael Quintana, Gloria Estefan, Adalberto Santiago, Andy Montáñez, Pablo Milanés.

## Discographie

### Avec Sonora ponceña
- Al Compás de las Sonoras Felipe y Davilita (1954)
- Hacheros Pa’ Un Palo (1968)
- Fuego En El 23 (1969)
- Algo de Locura (1971)
- Navidad Criolla (1971)
- De Puerto Rico A New York (1972)
- Sonora Ponceña (1972)
- Sabor Sureño (1974)
- Tiene Pimienta (1975)
- Conquista Musical (1976)
- El Gigante Del Sur (1977)
- La Orquesta De Mi Tierra (1978)
- Explorando (1978)
- La Ceiba with Celia Cruz (1979)
- New Heights (1980)
- Unchained Force  (1980)
- Night Rider (1981)
- Unchained Force  (1980)
- Determination (1982)
- Future (1984)
- Jubilee (1985)
- Back To Work (1987)
- On The Right Track (1988)
- In To The 90 (1990)
- Merry Christmas (1991)
- Guerreando (1992)
- Birthday Party (1993)
- Apretando (1995)
- On Target (1998)
- 45 Aniversario (2001)
- Back To The Road (2004)
- 50 Aniversario, En Vivo (2007)
- Otra Navidad Criolla (2008)

### Compilations
- Lo Mejor De La Sonora Ponceña (1975)
- 30th Anniversary Vol.1  (1985)
- 30th Anniversary Vol.2 (1985)
- Soul of Puerto Rico (1993)
- Puro Sabor (2000)
- Grandes Exitos (2002)

### AvecIsmael Quintana
- Mucho Talento (1980)

### Collaborations
- Celia, Justo, Johnny & Papo: Recordando el Ayer  (1976)
- Puerto Rico All Stars  (1976)
- Pete & Papo (1993)
- Latin Jazz (1993)
- Los Originales: Azuquita y Papo Lucca (1994)
- De Aquí Pa'lla (1994)
- Papo, Alfredo de La Fé & Sexteto Típico de Cuba (1997)
- Papo Lucca And The Cuban-Jazz All-Stars (1998)
- Festival De Boleros (2002)

### AvecFania All Stars
- Delicate and Jumpy (1976)
- A Tribute To Tito Rodríguez (1976)
- Rhythm Machine (1977)
- Fania All-Stars Live (1978)
- Spanish Fever (1978)
- Habana Jam (1979)
- Cross Over (1979)
- Commitment (1980)
- California Jam (1980)
- Social Change (1981)
- Latin Connection (1981)
- Lo Que Pide La Gente (1984)
- Viva La Charanga (1986)
- Bamboleo (1988)
- Guasasa (1989)
- Live in Puerto Rico June 11, 1994 (1995)
- Viva Colombia (1996)
- Bravo (1997)

## Vidéographie
- Fania All Stars Live in Puerto Rico June 11, 1994 (1995)
- Sonora Ponceña 45 Aniversario Live (2004)
- 50 Aniversario, En Vivo (2007)